# BK Derby
Bollklubben Derby ist ein schwedischer Sportverein aus Linköping. Der Verein ist vor allem durch seine Bandy- und seine Fußballabteilung bekannt, die jeweils in der ersten schwedischen Liga antraten. Des Weiteren gibt es noch eine Abteilung für Eishockey.

## Geschichte
BK Derby wurde am 15. April 1912 gegründet. 1976 wurde BK Derby Meister der Division 2 Norra und schaffte den Aufstieg in die Allsvenskan. Die Spielzeit 1977 wurde jedoch nach nur drei Saisonerfolgen mit zwölf Pluspunkten als Tabellenletzter beendet und damit der direkte Wiederabstieg besiegelt. Als Absteiger gelang nur der fünfte Platz in der Division 2 und eine Spielzeit später erfolgte als Vorletzter sogar der Absturz in die drittklassige Division 3. 1981 fusionierte die Fußballabteilung mit IF Saab zu Linköpings FF, um eine schlagkräftige Mannschaft in der Stadt zu formieren. 1984 gründete sich bei BK Derby eine neue Fußballabteilung, die seit 2003 mit BK Wolfram eine Spielgemeinschaft bildet und unter dem Namen BK Derby/Wolfram antritt.
In den Spielzeiten 1935, 1940, 1949, 1955 und der Saison 2005/06 spielte die Bandymannschaft jeweils in der Allsvenskan, konnte jedoch nie den Klassenerhalt schaffen.